# Lingua khmer
La lingua khmer o cambogiana (nome nativo: ភាសាខ្មែរ, Phéasa Khmêr pʰiːəsaː kʰmaːe) è una lingua mon khmer parlata in Cambogia, Vietnam e Thailandia. Al 2022, è parlata da 18 milioni di persone.

## Distribuzione geografica
È la lingua parlata dal popolo khmer, il gruppo etnico ivi predominante e presente anche nel delta del Mekong e nella regione thailandese dell'Isan.
Secondo l'edizione 2009 di Ethnologue, il khmer è parlato da oltre 12 milioni di persone in Cambogia, da un milione di persone in Vietnam, e, nella variante settentrionale, da un milione di persone in Thailandia. Nel 2019, i parlanti madrelingua (L1) sono 16,6 milioni.

### Lingua ufficiale
La lingua khmer è lingua ufficiale della Cambogia.

### Dialetti e lingue derivate
Nello standard ISO 639-3 vengono attribuiti codici distinti alle due varianti della lingua khmer:
- khm per la lingua khmer centrale (cambogiano o khmer)
- kxm per la lingua khmer settentrionale

## Classificazione
Appartiene alla famiglia delle lingue austroasiatiche.

## Storia
Sia il sanscrito sia il pali, veicolati tramite la diffusione del buddismo e dell'induismo, hanno avuto una considerevole influenza sulla lingua. Causa la relativa vicinanza geografica, la lingua khmer è stata influenzata anche dal thailandese e dal laotiano, e viceversa. Inoltre diversi termini sono stati assorbiti dal francese durante la dominazione coloniale.
Il khmer è diverso dalle lingue più vicine (thailandese, laotiano e vietnamita) perché non è una lingua tonale.

## Grammatica
Utilizza una sintassi di tipo Soggetto Verbo Oggetto ed è una lingua di tipo isolante, ma con l'uso di prefissi e infissi per derivazioni di tipo lessicale.

## Sistema di scrittura
La lingua khmer è scritta con l'alfabeto khmer, che è propriamente un alfasillabario o abugida.